# Llista de topònims murcians d'origen mossàrab

## Topònims vius
| - Apiche. - Archena. - Archivel.(Caravaca de la Crux). - Ardal. - Ascoy. (Cieza). - Baña. - Beal. - Bolvax. - Campano. - Campo Coy. (Caravaca de la Crux). - Campotejar. - Campules. - Carmolí. - Carrascoy. - Casteliche. CASTELLUM. - Cazalla. CASTELLUM (Lorca). - Chapeta. - Cherro.CIRRUS 'turó'.(Pliego). - Sierra de Columbares. - Comala.CUMBA. - Condamina. | - Cotillas. COS, COTIS 'còdol'. - Estrases. - Fausilla. (Cartagena). - El Ferriol. (Cartagena). - Fontanares. (Lorca). - Galifa. - Goñar. - El Gorguel. - Hornica. FORNOX. - Inchola. (Costera,Alhama de Múrcia). - Leiva. - Molax. (Abarán). - Molata. (Alhama de Múrcia). - Moratalla. - Morón. MUR (Albudeite). - Moros. - Mortí. terminació amb el sufix col·lectiu -ETUM (Totana). - Muriel. MUR (Lorca). - Ortillo. HORTELLUS. (Lorca). - Orihuelo. | - Patruena. - Peraleja. - Perín. - Plan. (Cartagena). - El Portichuelo. (Albudeite). - Portus. PORTUSIUM. - Los Pulpites. POPULUS 'pollancre, poll'(Torres de Cotillas). - Raiguero. RADICARIU 'part baixa d'una muntanya' (Totana i Beniel). - Raspay. (Yecla). - Rauda. - Roche. - Santarén. SANCTA IRENE. - Serretilla. (Archena). - Singla.CINGULA (Caravaca de la Cruz). - Tiata. - Totana. - Xiquena. - Yechar. |